# Relações entre Afeganistão e Estados Unidos
As relações entre Afeganistão e Estados Unidos podem ser traçadas até 1921, porém o primeiro contato entre os dois países ocorreu mais atrás na década de 1830, quando a primeira pessoa registrada dos Estados Unidos visitou o Afeganistão. Na última década, as relações afegãs-estadunidenses tornaram-se mais forte do que nunca. O Afeganistão e os Estados Unidos têm uma parceria estratégica muito forte e amigável. Em 2012, as relações ficaram ainda mais próximas quando o presidente dos Estados Unidos Barack Obama declarou o Afeganistão como um aliado importante extra-OTAN. 

## História

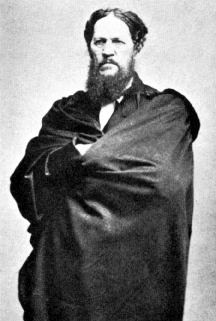
Josiah Harlan, um aventureiro e ativista político estadunidense mostrado nesta fotografia pré-1871 vestindo uma túnica afegã.

O primeiro contato registrado entre o Afeganistão e os Estados Unidos ocorreu na década de 1830 quando Josiah Harlan, um aventureiro e ativista político estadunidense da área de Filadélfia da Pensilvânia, viajou para o subcontinente indiano com intenções de se tornar o rei do Afeganistão. Isto ocorreu quando o exército britânico indiano invadiu o Afeganistão, durante a Primeira Guerra Anglo-Afegã (1838-1842), quando os reis afegãos Xujá Xá Durrani e Doste Maomé Cã estavam lutando pelo trono do Império Durrani. Harlan tornou-se envolvido na política afegã e nas ações militares das facções, ganhando posteriormente o título de príncipe de Ghor em troca de ajuda militar. As forças britânico-indianas foram derrotadas e forçadas a fazer uma retirada completa alguns anos mais tarde, com cerca de 16.500 deles sendo mortos e capturados em 1842. Não há evidências claras sobre o que aconteceu porque a reivindicação é feita por William Brydon, o único sobrevivente. Acredita-se que Harlan tenha deixado o Afeganistão em torno do mesmo período, retornando aos Estados Unidos.
Em 1911, A.C. Jewett chegou ao Afeganistão para construir uma usina hidrelétrica perto de Cabul. Tornou-se engenheiro-chefe para o rei Habibullah Khan. Anteriormente um empregado da General Electric (GE), se tornaria o segundo estadunidense conhecido por viver e trabalhar no Afeganistão.

### Relações diplomáticas oficiais
Em janeiro de 1921, após a assinatura do Tratado de Raualpindi entre o Afeganistão e a Índia colonial britânica, a missão afegã visitou os Estados Unidos para estabelecer relações diplomáticas. Quando retornaram a Cabul, os enviados trouxeram uma carta de saudação do presidente dos Estados Unidos Warren G. Harding. Após o estabelecimento de relações diplomáticas, a política dos Estados Unidos de ajudar os países em desenvolvimento a elevar seu nível de vida foi um fator importante para manter e melhorar os laços dos Estados Unidos com o Afeganistão. Residindo em Teerã, William Harrison Hornibrook atuou como enviado não-residente dos Estados Unidos (Ministro Plenipotenciário) ao Afeganistão de 1935 a 1936. Louis Goethe Dreyfus serviu de 1940 a 1942, altura em que a legação de Cabul foi aberta em junho de 1942. O Major Gordon Enders do exército dos Estados Unidos foi nomeado primeiro adido militar para Cabul e Cornelius Van Hemert Engert representou a legação dos Estados Unidos de 1942 a 1945, seguido por Ely Eliot Palmer de 1945 a 1948. Embora o Afeganistão tivesse relações estreitas com a Alemanha nazista, manteve-se neutro e não participou na Segunda Guerra Mundial.

### Guerra Fria
As relações afegãs-estadunidenses tornaram-se importantes durante o início da Guerra Fria, entre os Estados Unidos e a União Soviética. O príncipe Mohammed Naim, primo do rei Zahir Shah, tornou-se encarregado de negócios em Washington, D.C. Naquela época, o presidente dos Estados Unidos Harry S. Truman, comentou que a amizade entre os dois países seria "preservada e fortalecida" pela presença de altos diplomatas em cada capital. O primeiro embaixador oficial do Afeganistão nos Estados Unidos foi Habibullah Khan Tarzi, que atuou até 1953. A legação estadunidense em Cabul foi elevada à embaixada dos Estados Unidos em Cabul, em 6 de maio de 1948. Louis Goethe Dreyfus, que anteriormente serviu como Ministro Plenipotenciário, tornou-se embaixador dos Estados Unidos no Afeganistão de 1949 a 1951.  A primeira expedição estadunidense ao Afeganistão foi liderada por Louis Dupree, Walter Fairservis e Henry Hart.   Em 1953, Richard Nixon, que estava atundo como vice-presidente dos Estados Unidos no momento fez uma visita diplomática oficial a Cabul. Ele também fez um curto passeio pela cidade e se reuniu com os afegãos locais.

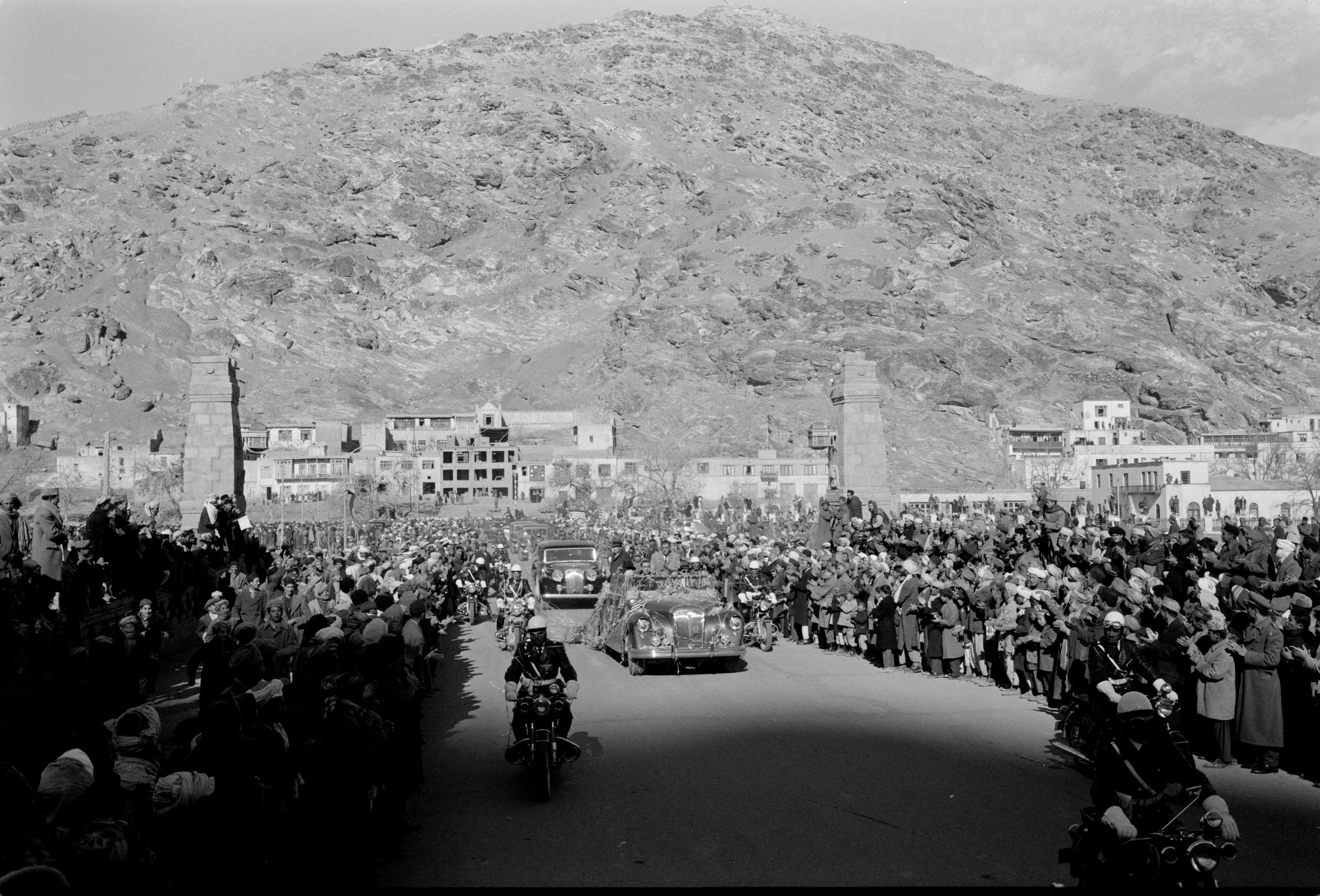
O presidente dos Estados Unidos Dwight D. Eisenhower numa visita de Estado ao Afeganistão em 9 de dezembro de 1959.

Em 1958, o primeiro-ministro Daoud Khan se tornou o primeiro afegão a discursar perante o Congresso dos Estados Unidos em Washington, D.C.. Sua apresentação centrou-se em uma série de questões, porém a mais importante sublinhou a importância das relações Estados Unidos-Afeganistão. Na capital dos Estados Unidos, Daoud se encontrou com o presidente Dwight Eisenhower, assinou um importante acordo de intercâmbio cultural e reafirmou as relações pessoais com o vice-presidente Nixon, que começaram durante a viagem para Cabul em 1953. O primeiro-ministro também viajou pelos Estados Unidos visitando a New York Stock Exchange, o Empire State Building, as instalações hidroelétricas na Tennessee Valley Authority (TVA) e outros locais.

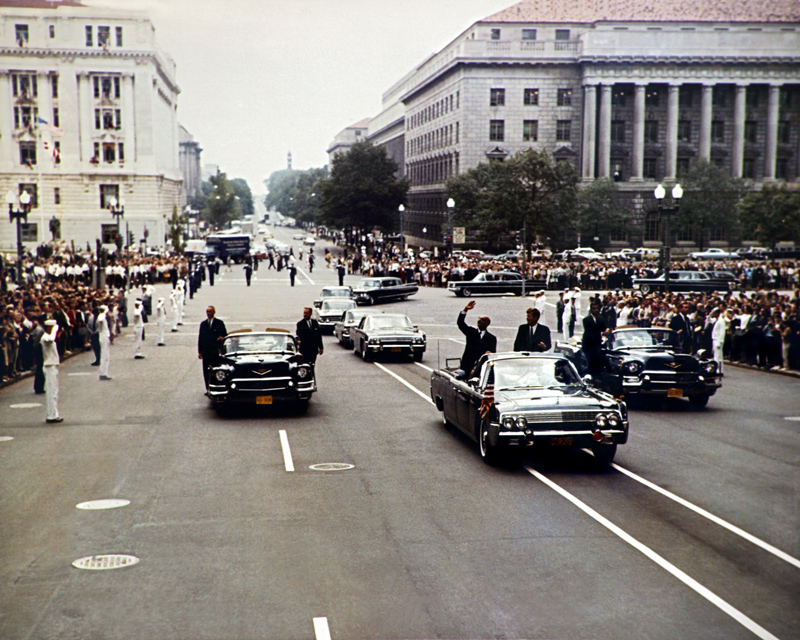
O Rei Zahir Shah do Afeganistão e o presidente dos Estados Unidos John F. Kennedy em Washington, D.C., dois meses antes de seu assassinato.

Naquela época, os Estados Unidos recusaram o pedido do Afeganistão para a cooperação de defesa, mas alargaram um programa de assistência econômica centrado no desenvolvimento da infra-estrutura física do Afeganistão — estradas, represas e usinas de energia. Mais tarde, a ajuda estadunidense mudou de projetos de infra-estrutura para programas de assistência técnica para ajudar a desenvolver as habilidades necessárias para construir uma economia moderna. Os contatos entre os Estados Unidos e o Afeganistão aumentaram durante a década de 1950, especialmente durante a Revolução Cubana entre 1953 e 1959. Enquanto a União Soviética apoiava Fidel Castro, os Estados Unidos concentravam-se no Afeganistão para os seus objetivos estratégicos. Isto ocorreu principalmente para combater a expansão do comunismo e a força da União Soviética no Sul da Ásia, particularmente no Golfo Pérsico.
O presidente Eisenhower fez uma visita de Estado ao Afeganistão em dezembro de 1959 para se reunir com seus líderes. Desembarcou no aeródromo de Bagram e depois dirigiu-se de lá para Cabul em uma caravana.  Encontrou-se com o rei Zahir Shah, com o primeiro-ministro Daoud e com vários altos funcionários do governo. Ele também realizou um passeio por Cabul. Depois desta importante visita, os Estados Unidos começaram a sentir que o Afeganistão estava a salvo de se tornar um Estado satélite soviético. Entre os anos 1950 e 1979, a assistência externa estadunidense proporcionou ao Afeganistão mais de US $ 500 milhões em empréstimos, subsídios e commodities agrícolas para desenvolver instalações de transporte, aumentar a produção agrícola, expandir o sistema educacional, estimular a indústria e melhorar a administração pública.
Em 1963, o Rei Zahir Shah do Afeganistão fez uma visita de Estado especial aos Estados Unidos, onde foi recebido por John F. Kennedy e Eunice Kennedy Shriver. Zahir Shah também fez um passeio especial nos Estados Unidos, visitando a Disneyland, na Califórnia, Nova York e outros lugares. Habibullah Karzai, tio de Hamid Karzai, que serviu como representante do Afeganistão nas Nações Unidas, teria acompanhado Zahir Shah no curso da visita de estado do Rei.  Durante esse período, os soviéticos começaram a sentir que os Estados Unidos estavam transformando o Afeganistão em um Estado satélite. 
O vice-presidente Spiro Agnew, acompanhado pelos astronautas da Apollo 10 Thomas Stafford e Eugene Cernan, visitou Cabul durante uma viagem a onze nações da Ásia. Em um jantar formal oferecido pela Família Real, a delegação estadunidense apresentou ao rei um pedaço de rocha lunar, uma pequena bandeira afegã carregada no voo Apollo 11 para a lua e fotografias do Afeganistão tiradas do espaço. Na década de 1970, numerosos professores, engenheiros, médicos, estudiosos, diplomatas e exploradores estadunidenses haviam atravessado a paisagem acidentada do Afeganistão onde viviam e trabalhavam. O Corpo da Paz esteve ativo no Afeganistão entre 1962 e 1979. Muitos outros programas estadunidenses estavam sendo executados no país, como CARE, escoteiros americanos no exterior (Associação de Escoteiros do Afeganistão), USAID e outros.

### Invasão soviética e guerra civil
Após a Revolução de Saur, em abril de 1978, as relações entre as duas nações se deterioraram. Em fevereiro de 1979, o embaixador dos Estados Unidos, Adolph "Spike" Dubs, foi assassinado em Cabul depois que as forças de segurança afegãs atacaram seus sequestradores. Os Estados Unidos reduziram então a assistência bilateral e terminaram um pequeno programa de treinamento militar. Todos os demais acordos de assistência foram encerrados após a invasão soviética do Afeganistão.
Após a invasão soviética, os Estados Unidos apoiaram os esforços diplomáticos para obter uma retirada soviética. Além disso, contribuições generosas dos estadunidenses para o programa de refugiados no Paquistão desempenharam um papel importante nos esforços para ajudar os refugiados afegãos. Os esforços dos Estados Unidos também incluíam ajudar a população do Afeganistão. Este programa de ajuda humanitária transfronteiriça visava aumentar a auto-suficiência afegã e ajudar a resistir às tentativas soviéticas de expulsar civis do campo dominado pelos rebeldes. Durante o período da ocupação soviética do Afeganistão, os Estados Unidos forneceram cerca de 3 bilhões de dólares americanos em assistência militar e econômica aos grupos mujahideen estacionados no lado paquistanês da fronteira afegã-paquistanesa. A Embaixada dos Estados Unidos em Cabul seria fechada em janeiro de 1989 por razões de segurança.

### Presença da OTAN e administração Karzai

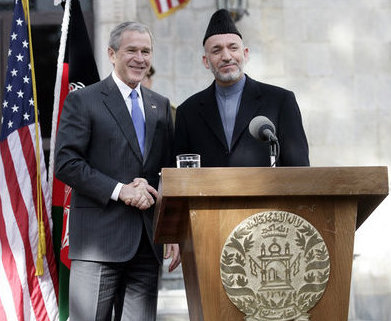
O ex-presidente dos Estados Unidos George W. Bush com o presidente afegão Hamid Karzai em Cabul, no Afeganistão, em 1 de março de 2006.

Após os ataques de 11 de setembro nos Estados Unidos, orquestrados por Osama bin Laden, que residia no Afeganistão sob asilo na época, a Operação Liberdade Duradoura, liderada pelos Estados Unidos, foi lançada. Esta grande operação militar tinha como objetivo remover o regime talibã do poder e capturar ou matar membros da Al Qaeda, incluindo Osama bin Laden. Após o derrubada do Talibã, os Estados Unidos apoiaram o novo governo do presidente afegão Hamid Karzai, mantendo um alto nível de tropas para estabelecer a autoridade de seu governo, bem como combater a insurgência talibã. Tanto o Afeganistão como os Estados Unidos retomaram as relações diplomáticas no final de 2001.

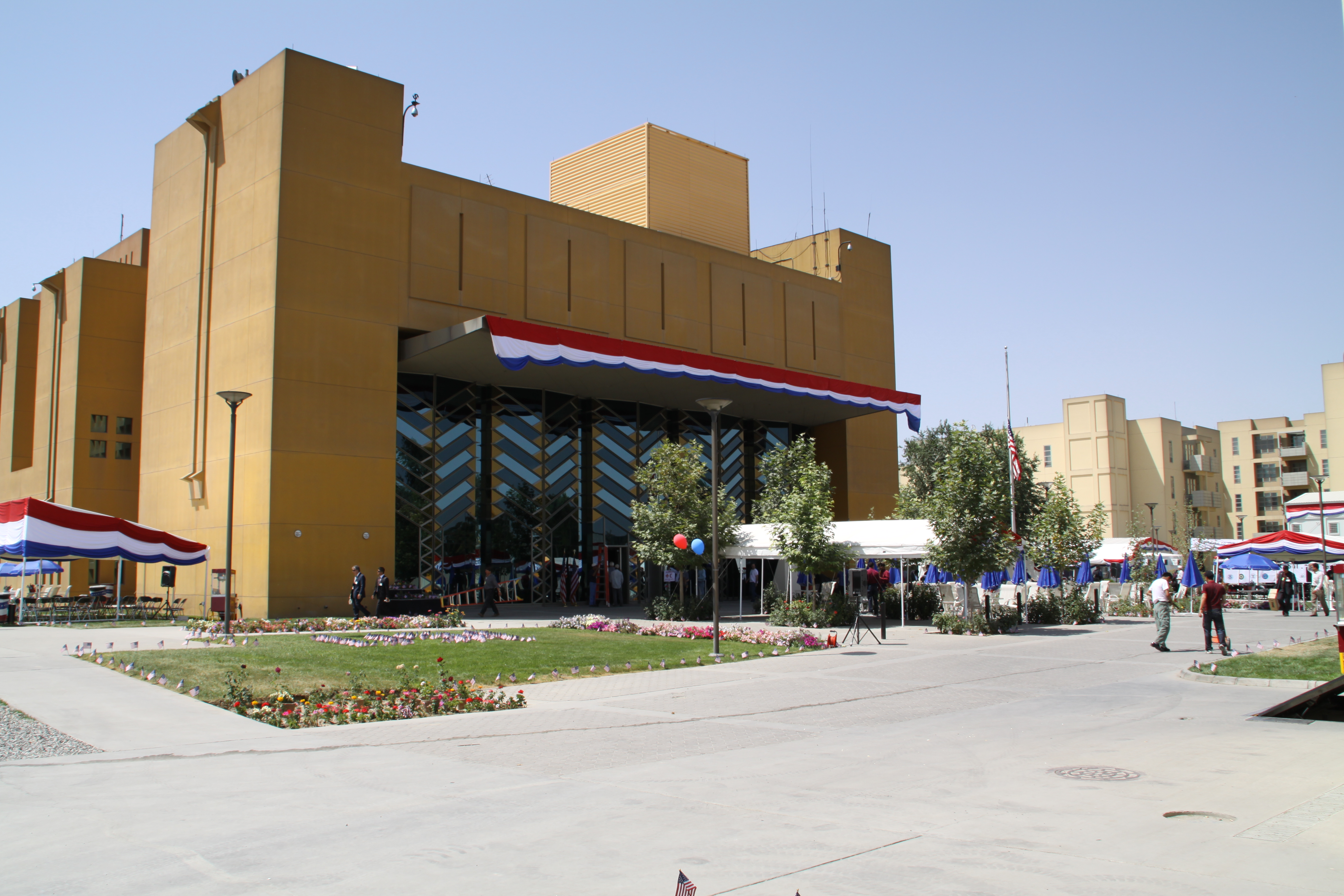
A Embaixada Estados Unidos em Cabul, Afeganistão.

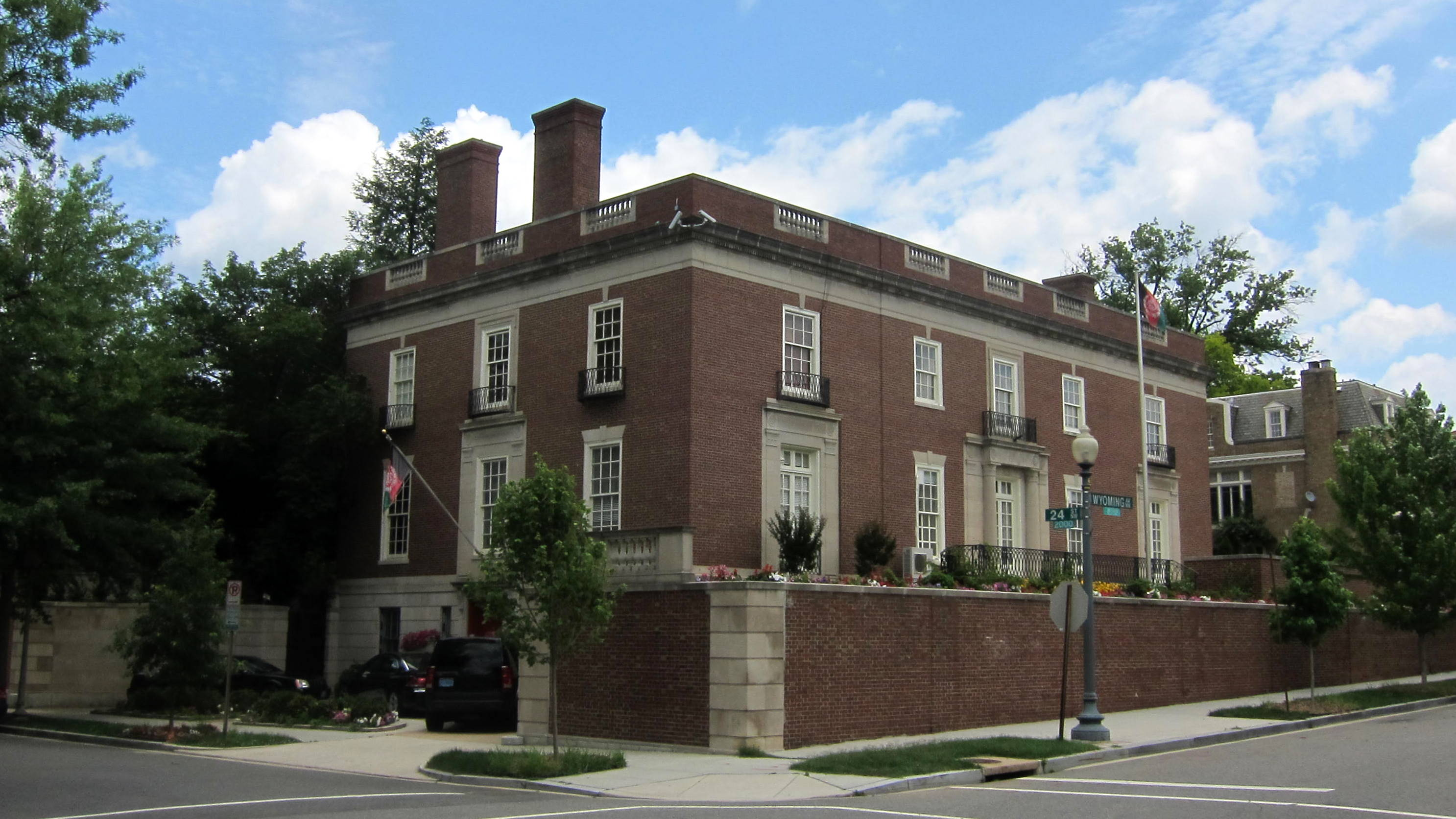
Embaixada do Afeganistão em Washington D.C., Estados Unidos.

Os Estados Unidos assumiram o papel de liderança na reconstrução geral do Afeganistão, fornecendo bilhões de dólares para as Forças de Segurança Nacional do Afeganistão, construção de estradas nacionais, instituições governamentais e educacionais. Em 2005, os Estados Unidos e o Afeganistão assinaram um acordo de parceria estratégica que comprometeu ambas as nações a um relacionamento de longo prazo.  Em 1 de março de 2006, o presidente dos Estados Unidos George W. Bush e sua esposa Laura Bush fizeram uma visita ao Afeganistão, onde cumprimentaram soldados estadunidenses, se reuniram com autoridades afegãs e mais tarde compareceram em uma cerimônia de inauguração especial na embaixada dos Estados Unidos. Embora muitos políticos estadunidenses tenham elogiado a liderança do presidente afegão Hamid Karzai, seria criticado em 2009 pelo governo Obama por sua falta de disposição para reprimir a corrupção do governo.  Depois de vencer a eleição presidencial de 2009, Karzai prometeu enfrentar o problema. Ele afirmou que "os indivíduos envolvidos em corrupção não terão lugar no governo". 

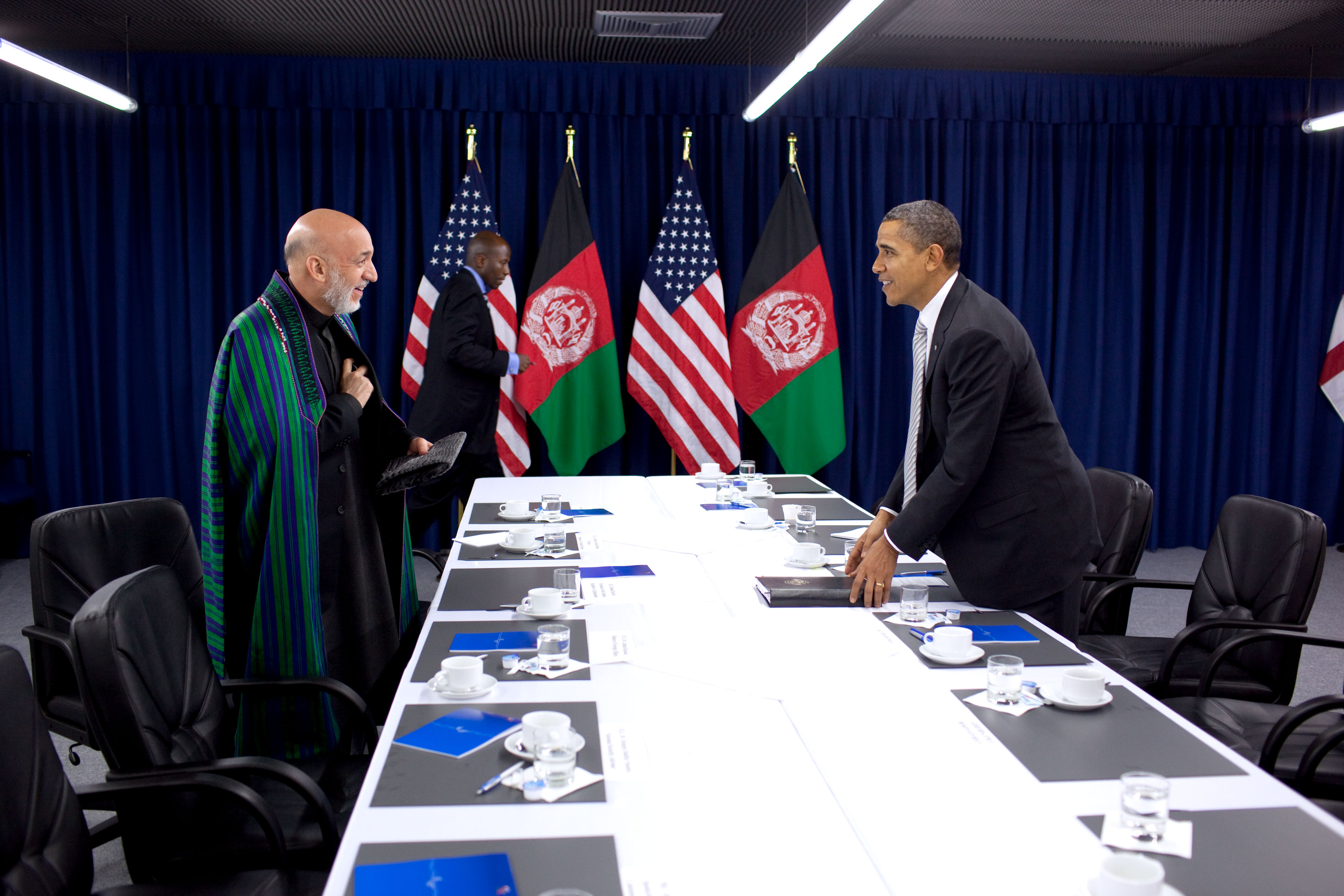
Karzai e o presidente dos Estados Unidos Barack Obama na cúpula da OTAN, em novembro de 2010.

A Embaixada dos Estados Unidos em Cabul iniciou a renovação no final de 2001 e foi ampliada vários anos mais tarde. Muitos políticos, oficiais militares, celebridades e jornalistas estadunidenses de alto nível começaram a visitar o Afeganistão nos últimos nove anos. 

#### Acordo de Parceria Estratégica Duradoura
Em 2 de maio de 2012, o presidente afegão, Hamid Karzai, e o presidente dos Estados Unidos, Barack Obama, assinaram um acordo de parceria estratégica entre os dois países depois que o presidente dos Estados Unidos chegou a Cabul como parte de uma viagem sem aviso prévio ao Afeganistão no primeiro aniversário da morte de Osama bin Laden.  O Acordo de Parceria Estratégica Estados Unidos-Afeganistão, oficialmente intitulado "Acordo de Parceria Estratégica Duradoura entre a República Islâmica do Afeganistão e os Estados Unidos da América" , estabelece a estrutura a longo prazo para a relação entre o Afeganistão e os Estados Unidos após a retirada das forças estadunidenses da guerra no Afeganistão.   O Acordo de Parceria Estratégica entrou em vigor em 4 de julho de 2012, como afirmado pela Secretária de Estado dos Estados Unidos Hillary Clinton, que declarou em 8 de julho de 2012 na Conferência de Tóquio sobre o Afeganistão: "Como vários países aqui representados, um Acordo de Parceria Estratégica que entrou em vigor há quatro dias".
Em 7 de julho de 2012, como parte do Acordo de Parceria Estratégica Duradoura, os Estados Unidos designaram o Afeganistão como um aliado importante extra-OTAN depois que a Secretária de Estado Hillary Clinton chegou a Cabul para se encontrar com o presidente Karzai. Ela disse: "Há uma série de benefícios que resultam aos países que possuem essa designação... Eles estão aptos a ter acesso ao suprimentos de defesa 	
excedentes, por exemplo, e podem fazer parte de certos tipos de treinamento e capacitação". 